# 中城路車站
中城路車站（英語：Middletown Road station）是紐約地鐵IRT佩勒姆線一個慢車地鐵站，位於布朗克斯中城路及威斯徹斯特大道交界，設有6號線（任何時候停站（除繁忙時段的尖峰方向外））列車服務，而繁忙時段的尖峰方向則開行<6>列車。

## 車站結構
| 月台層 | 側式月台 | 側式月台                                                |
| 月台層 | 南行慢車 | ← 往布魯克林大橋-市政府 (威斯徹斯特廣場-東特雷蒙特大道) |
| 月台層 | 尖峰快車 | ← 無定期服務                                            |
| 月台層 | 北行慢車 | → 往佩勒姆灣公園 (布雷爾大道) →                         |
| 月台層 | 側式月台 |                                                         |
| 夾層   | 夾層     | 閘機、車站詢問處、Metrocard自動售票機                   |
| Ground | 街道層   | 出入口                                                  |

此高架車䇍於1920年12月20日啟用，設有兩個側式月台和三條軌道。中央軌道不營運。車站以南設有前往威斯徹斯特車廠的軌道，該車廠是6號線和<6>號線的主車廠。中央和往曼哈頓的慢車軌道以天橋跨過這些軌道。
2013年10月至2014年5月，車站關閉以便翻新。不過，MTA被一群傷殘人士權利組織控告，指控此地鐵站與一個無障礙復康診所相近，但車站花費2100萬美元的翻新時沒有安裝升降機。

## 外部連結
维基共享资源上的相關多媒體資源：中城路車站
- nycsubway.org—IRT Pelham Line: Middletown Road
- Station Reporter — 6 Train
- The Subway Nut — Middletown Road Pictures（页面存档备份，存于）
- Middletown Road entrance from Google Maps Street View（页面存档备份，存于）